# 和碩恪純長公主
和碩恪純長公主（1642年—1705年），名阿吉格，是清太宗皇太極第十四女，母庶妃奇壘氏。她是顺治帝妹妹、康熙帝姑姑。

## 生平
崇德六年（1641年）十二月初七丑时出生，她是清太宗皇太极的第十四女。生母庶妃奇壘氏来自察哈尔部，外祖父察哈尔部额尔济图固英塞桑。
皇十四女初封和硕公主。順治十年（1653年）八月，指配平西王吳三桂之子吳應熊。吳應熊成为额驸。当月，两人成婚。順治十四年（1657年）二月，公主晋封为和硕长公主；順治十六年（1659年）十二月，封为和硕建宁长公主，后改为和硕恪纯长公主。
公主生有吳世霖及失考二子，已知一女吴佳氏，嫁努尔哈赤之子塔拜曾孙、奉国将军噶尔图。康熙十三年（1674年），由於吳三桂發動叛乱，吳應熊和其與建寧公主所生的兒子吳世霖被處死。而康熙也曾經下詔給她，謂其「為叛寇所累」。康熙二十年（1681年）十二月云南平定，康熙下令将公主所出的吴三桂“二幼孙缢杀，诸庶孙斩首弃市”。她在康熙四十三年十二月（1705年初）去世，享壽六十四歲（虚岁）。

## 轶闻
据朝鲜使臣康熙元年的见闻（《进贺兼陈奏行书状官李东溟闻见事件》）：渡滹沱河，入三河縣城外，數百車馬、數十橐駞屯聚，而中設兩氈幕，大如瓦屋，置紅錦屋轎二，皁色屋轎數十於道傍，紅蓋紅扇羅前，而數十女人披氈幕出觀我行。問之，則順治之妹爲吳三桂子婦，其夫曾宿公樂店佛寺，歸而有娠生子，故夫妻將往其寺設醮以謝云。
据内务府奏销档，雍正年间宫中所藏画像尚有“恪纯公主像”一轴以及“吴应熊像”四轴。

## 艺术形象

### 文学形象
建宁公主是金庸小说《鹿鼎记》的重要角色，男主角韦小宝的七个老婆之一。她在小说中被设定为康熙帝的妹妹，而非姑姑，但实际上是假扮皇太后（孝惠章皇后）的神龙教杀手毛东珠（明朝将领毛文龙之女）和情夫的私生女。在母亲和皇兄的娇纵下养成了刁蛮、泼辣的性格，兼具施虐狂和受虐狂的双重属性。与假扮太监的韦小宝情投意合，成为情侣，时常打情骂俏。后被赐婚给平西王世子吴应熊，虽心有不甘，但也只得遵旨。抵达昆明后在韦小宝的指点下将尚未拜堂的准额驸阉割，使这桩婚事事实上告吹，而吴应熊随后跟随公主回京成为人质，后在三藩之乱时被康熙帝处死。康熙下令剿灭天地会时帮助韦小宝逃离京城并嫁给了他，后来一度与其他韦小宝情妇们一起被神龙教洪教主劫持。逃离神龙岛后，在通吃岛生下女儿韦双双。回到北京后知晓自己的身世，最终一同归隐山林。
除了《鹿鼎记》以外，电视剧《怀玉公主》中的建宁公主一角也被设定为康熙帝的妹妹。

### 影视形象
| 年份 | 饰演者 | 出自影视版     | 影视名称                     |
| ---- | ------ | -------------- | ---------------------------- |
| 1977 | 梁翠紅 | 香港佳视电视剧 | 《鹿鼎记》                   |
| 1983 | 廖丽玲 | 香港邵氏电影   | 《鹿鼎记》                   |
| 1984 | 景黛音 | 香港无线电视剧 | 《鹿鼎记》                   |
| 1984 | 郑学琳 | 台湾中视电视剧 | 《鹿鼎记》                   |
| 1992 | 邱淑貞 | 香港电影       | 《鹿鼎记》《鹿鼎记II神龙教》 |
| 1997 | 葉玉卿 | 香港电影       | 《正牌韦小宝之奉旨沟女》     |
| 1998 | 劉玉翠 | 香港无线电视剧 | 《鹿鼎记》                   |
| 2000 | 林心如 | 台湾华视电视剧 | 《小宝与康熙》               |
| 2000 | 張鳳書 | 台湾华视电视剧 | 《怀玉公主》                 |
| 2003 | 宁静   | 中國電視劇     | 《皇太子秘史》               |
| 2008 | 舒畅   | 中國電視劇     | 《鹿鼎记》                   |
| 2011 | 劉心悠 | 网游主题电影   | 《夢回鹿鼎記》               |
| 2014 | 娄艺潇 | 中國電視劇     | 《鹿鼎记》                   |
| 2020 | 唐艺昕 | 中國電視劇     | 《鹿鼎记》                   |